# ARL 44
Pour les articles homonymes, voir ARL et 44 (nombre).
L'ARL 44, également appelé chasseur de chars de 48 tonnes, ou char de transition, est un chasseur de chars français, produit juste après la fin de la Seconde Guerre mondiale. Il fut le premier char réalisé par la France après ce conflit.
Ce char avait pour but de rivaliser avec les derniers matériels étrangers de même tonnage et en particulier le Panther allemand.
Seuls 60 exemplaires sont sortis des chaînes d'assemblage, avant que son concept ne soit abandonné.

## Développement et production

### Contexte
Pendant l'occupation allemande de la France, des études clandestines sont menées par la Régime de Vichy pour le développement de chars d'assaut. Elles se limitent pour la plupart à la conception de pièces ou à la construction de châssis chenillés, sous couvert d'un prétendu usage civil ou d'un usage pour la Kriegsmarine. Elles sont coordonnées par le CDM (« Camouflage du matériel »), organisation secrète de l'armée de Vichy qui tentait de produire des matériels interdits par les conditions d'armistice, notamment son article 4. Le but de ces diverses initiatives était d'arriver à les combiner pour mettre au point un char de combat de 30 tonnes, armé d'un canon de 75 mm. Les projets dans lesquels s'intégraient la conception des pièces étaient très disparates, portant sur des trolleybus, sur le matériel roulant et chenillé du chemin de fer transsaharien et sur un chasse-neige destiné à la Kriegsmarine en Norvège. Les bureaux d'études de Laffly et Lorraine sont concernés, ainsi qu'une équipe d'ingénieurs de l'armée en territoire occupé, dirigée par Maurice Lavirotte.
Lorsqu’en août 1944, Paris est libérée, le nouveau gouvernement provisoire fait tout son possible pour permettre à la France de retrouver sa place de grande puissance. Il essaye donc de rétablir un statut de partenaire à part entière des Alliés, contribuant pleinement à l’effort de guerre, et non plus celui d’une nation fortement assistée (comme peuvent l’être la Pologne, la Tchécoslovaquie ou la Norvège, ayant chacune leur gouvernement en exil luttant aux côtés des Alliés).
Un des moyens pour y parvenir rapidement était de reprendre la production de chars.
Avant guerre, la France était en effet le deuxième producteur mondial de blindés, après l’Union soviétique. Toutefois, les chars légers et moyens français conçus pendant l’entre-deux-guerres étaient alors devenus totalement obsolètes, il n’était donc pas possible de relancer les chaînes de montage préexistantes, ni même envisageable d’apporter des modifications simples à ces modèles pour leur permettre de revenir à un niveau comparable aux chars allemands, tels les Panther ou les Tigre.
Il était toutefois possible d’apporter une réponse satisfaisante en produisant un char de vraiment très grand tonnage : un char énorme et bien armé pouvait toujours être utile et constituer une gêne pour les Allemands, même s’il était constitué de pièces de conception ancienne, et ce d’autant plus que les Britanniques et les Américains n’avaient pas jusque-là réussi à concurrencer sérieusement les chars lourds allemands.
Autre objectif de la démarche, il fallait pour la France s’assurer de pouvoir disposer de suffisamment d’ingénieurs militaires pour relever les défis d’après-guerre, même si pour l’instant leurs projets n’arrivaient pas à des résultats vraiment satisfaisants. Si ces cerveaux n’étaient pas mis à contribution tout de suite, ils risquaient de devoir trouver un autre emploi, ce qui ferait encore perdre ces précieuses expertises.

### Développement initial
Par conséquent, on décida de produire 600 chars lourds, dont la conception serait confiée à la Direction des études et fabrications d'armement (DEFA) ; pour l'occasion, les ingénieurs des anciens APX (l'Atelier de construction de Puteaux) et AMX (les Ateliers de construction d'Issy-les-Moulineaux) sont regroupés.
La construction est confiée aux Ateliers de construction de Rueil (ARL), ce qui implique la dénomination du char, ARL 44, avec 44 pour 1944, année de conception.
Le cahier des charges n’était initialement pas très ambitieux, portant sur un véhicule d’une trentaine de tonnes avec un blindage de 60 mm, et armé du nouveau canon long de 75 mm modèle 44 – lequel permettait de perforer 80 mm d’acier à 1 000 m – développé par Lafargue à partir du canon de 75 mm CA32. Ce cahier des charges vient donc en continuité des intentions du CDM.
Comme les ingénieurs français se sont trouvés plutôt isolés du reste du monde, ils ont basé leur réflexion sur ce qu’ils connaissaient, à savoir principalement les chars B1, G1 et le FCM F1.
Contrairement à ce qu'exposent certaines sources, l'ARL 44 ne provient pas directement du projet antérieur ARL 40. Les ingénieurs ont bel et bien tenté d'utiliser au maximum les nouveaux éléments développés entre 1940 et 1944, bien que la plupart d'entre eux s’avérèrent impossibles à intégrer.
De leur inspiration sur d’anciens modèles, le bureau d’études dota l'ARL 44 d'antiques suspensions verticales à ressort hélicoïdal avec les toutes petites roues du B1, limitant malheureusement la vitesse de pointe du nouveau char à environ 30 km/h.
L'idée de recourir à des suspensions de conception plus récente, mais d’origine étrangère, comme des suspensions Christie, fut tout simplement évincée sous le prétexte qu'un tel emprunt aurait compromis le caractère « 100 % français » du char[réf. nécessaire].
Dans la même veine, la motorisation fut pensée tout d’abord sur la base d’un Talbot de 450 ch ou d'un Panhard de 400 ch. Le développement fut très lent, du fait du manque de ressources et d’infrastructures dans la région parisienne, à la suite des destructions lors des bombardements. Il était même compliqué de trouver du papier ou du matériel à dessin.
En février 1945, lors d'une réunion entre ingénieurs et officiers de l'armée française, les représentants des forces blindées assénèrent qu'un char répondant à un tel cahier des charges n'était d'aucun intérêt, puisque étant à peine en mesure de rivaliser avec un Sherman américain, char disposant d'une telle disponibilité qu'il était possible d'en obtenir de grandes quantités pour pratiquement rien auprès de l'armée américaine. On décida néanmoins de poursuivre son développement, en lui apportant toutefois quelques modifications :
- Un blindage incliné de forte épaisseur (120 mm), ce qui fit passer son poids théorique des 43 tonnes qu’il avait déjà atteintes en études à 48 t ;
- Le développement d'un canon de 90 mm de forte puissance capable de rivaliser avec les canons étrangers.
- La production d'une première série de chars équipé d'un canon de 75 mm SA 44, plus rapide car dérivé du canon de 75 mm CA 32.

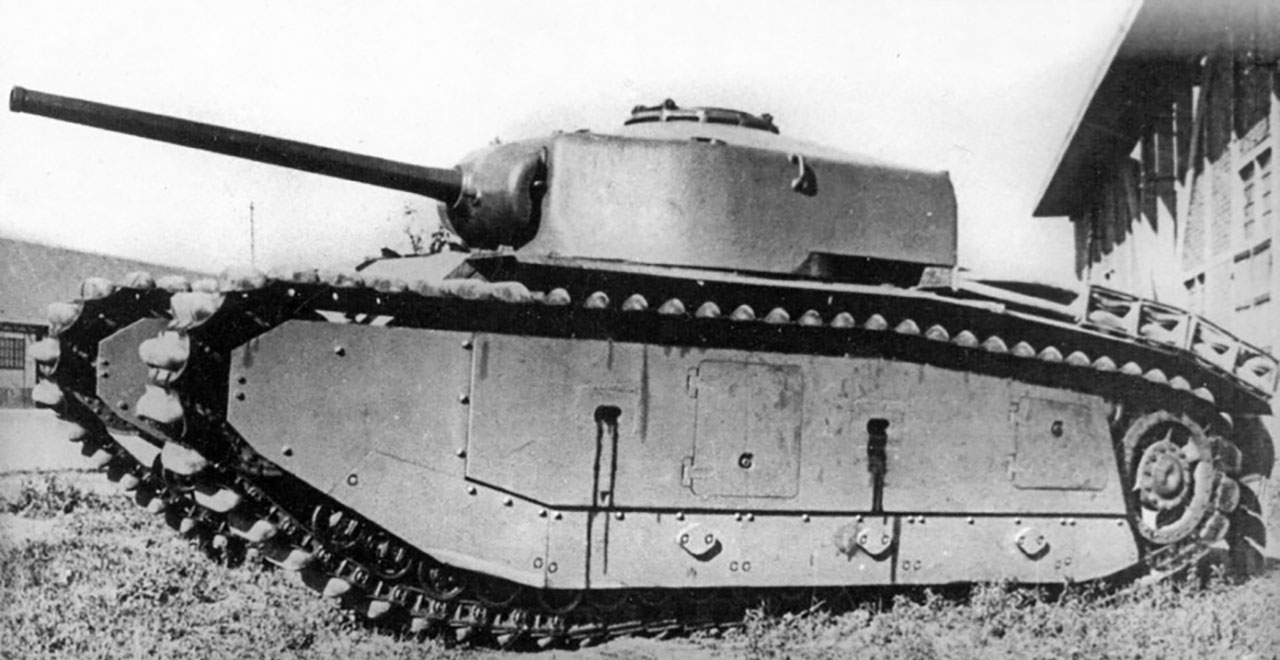
Un prototype de l'ARL 44 équipé de la tourelle ACL 1.

À la fin de la guerre, seule une maquette en bois en taille réelle avait été réalisée par l'équipe d'ingénieurs dirigée par l'ingénieur général Maurice Lavirotte.
Toutefois, la fin des combats n'a pas été synonyme de l'arrêt du projet. Afin de maintenir l'activité de conception de char de combat et de galvaniser le moral national, on décida de sortir une série de soixante chars, quand bien même on n'en avait plus besoin.
En mars 1946, le premier prototype arrive au banc d'essai. La tourelle, modèle ACL1, est produite par les Ateliers et chantiers de la Loire, avec un canon de 75 mm SA 44. Elle est ensuite remplacée par une tourelle Schneider, cousine de celle destinée au char F1 et équipée du canon de 90 mm Schneider à frein de bouche, faisant de l'ARL 44 le premier char français à bénéficier de cette technologie.
Les essais au pas de tir débutent le 27 juin 1947, et prouvent une meilleure précision que le canon KwK 42 du Panther allemand, pris comme témoin lors des essais.
À cause majoritairement de ce changement tardif d’armement principal, la conception de la tourelle prend du retard. Ce n’est qu’en 1949 que l'on arrive à adapter les tourelles sur les caisses.
Celles-ci sont stockées depuis leur production en 1946. Quarante d’entre elles sont construites par FAMH et les vingt autres par Renault. Elles sont équipées de moteurs Maybach HL230 de prise subtilisés en Allemagne (et ce malgré l'intérêt qui leur était porté par les Américains), développant 600 ch.
Ces moteurs sont le fruit d'une mission réalisée par le général Joseph Molinié durant l’été 1945, répétant ainsi l’histoire du char 2C qui, conçu à l’issue du premier conflit mondial, avait été motorisé grâce à des moteurs Maybach allemands,.
L'ARL 44 équipe le 503e régiment de chars de combat, stationné à Mourmelon-le-Grand, en remplacement des dix-sept Panther utilisés par le régiment avant la fin des années 1950. Ce n’est finalement qu’après une césure de seize ans que la France arrivera enfin à concevoir un nouveau char de combat principal, l’AMX-30, sorti en 1966.
Finalement, l'ARL 44 constitue un intermédiaire conceptuel pour l’arme blindée française, qui reçoit le rétronyme de « char de transition » dont le seul but sera de fournit temporairement un matériel capable de rivaliser avec les modèles étrangers. Sa fonction principale aura finalement été de permettre aux ingénieurs français de concevoir et construire des chars plus lourds, ainsi que de se rendre compte de l'évolution des engins blindés durant la Seconde Guerre Mondiale grâce à l'étude des modèles étrangers. Ces enseignements seront utilisés sur les projets suivants, plus ambitieux et révolutionnaires, du Char de 50 tonnes dit AMX-50 ainsi que du Char de 13 tonnes dit AMX-13.
L'ARL 44 est tout d’abord très peu fiable. Les freins, la boîte de vitesses et les suspensions sont trop frêles. Un programme de remise à niveau permet de remédier à la plupart de ces insuffisances. L'ARL 44 ne fait qu’une seule apparition publique, où dix chars participent au défilé du 14 juillet 1951. Lorsque le char américain M47 Patton devient disponible pour les pays de l’OTAN, doté également d’un canon de 90 mm, les ARL 44 sont réformés en 1953, et utilisés comme cibles pour les exercices de tir. La rumeur selon laquelle la majeure partie des ARL 44 a été exportée vers l'Argentine est infondée.

## Caractéristiques

### Disposition générale
L'ARL 44 se trouve dans la droite lignée des chars lourds français. Le châssis est allongé, mais plutôt étroit, configuration adaptée au franchissement de larges tranchées. Les suspensions encloses dotant de nombreux galets de roulement, d'une conception déjà dépassées dans les années 1930, est l'indice le plus clair reliant l'ARL 44 au B1, plus exactement au prototype B1 ter. En cela, l'ARL 44 a souvent été comparé à la série de projets de chars super-lourds (« forteresses terrestres ») « Super Char B », passées en bureau d’études avant-guerre. Sa vitesse, plutôt limitée, est la plus faible atteinte par un char de plus de 50 t conçu après-guerre. Cette médiocre performance s’explique par la puissance relativement faible du moteur, faiblesse partiellement compensée par l’usage d’une transmission électrique. Le principal inconvénient de ce type de transmission est qu’il surchauffe facilement ; résultat, l'ARL 44 est équipé d’un impressionnant et complexe ensemble de ventilateurs et de circuits de refroidissement. Le compartiment moteur a dû pour cela être prolongé au-delà du train de roulement. La tourelle est la partie la plus moderne dans ce char ; il s’agit aussi visiblement d’une improvisation, soudage à cru de plaques de métal. Cette improvisation est rendue nécessaire simplement par l’incapacité pour Schneider de produire à cette époque-là des tourelles complètement moulées capables d’accueillir un canon de 90 mm. Néanmoins, la partie avant de la tourelle est composée d'une plaque moulée d'une épaisseur de 110 mm.

### Protection
La plaque de blindage formant le glacis frontal de la coque fait 120 mm d'épaisseur, inclinée à 42° de l'horizontal, donnant ainsi une épaisseur apparente de 170 mm lors d’un tir direct. Cela fait de l'ARL 44 le char français le plus lourdement blindé jusqu’à l’arrivée du Leclerc. Dans le glacis, en bas du côté droit, une mitrailleuse de 7,5 mm est posée en position fixe.

### Armement et équipement

#### Armement principal

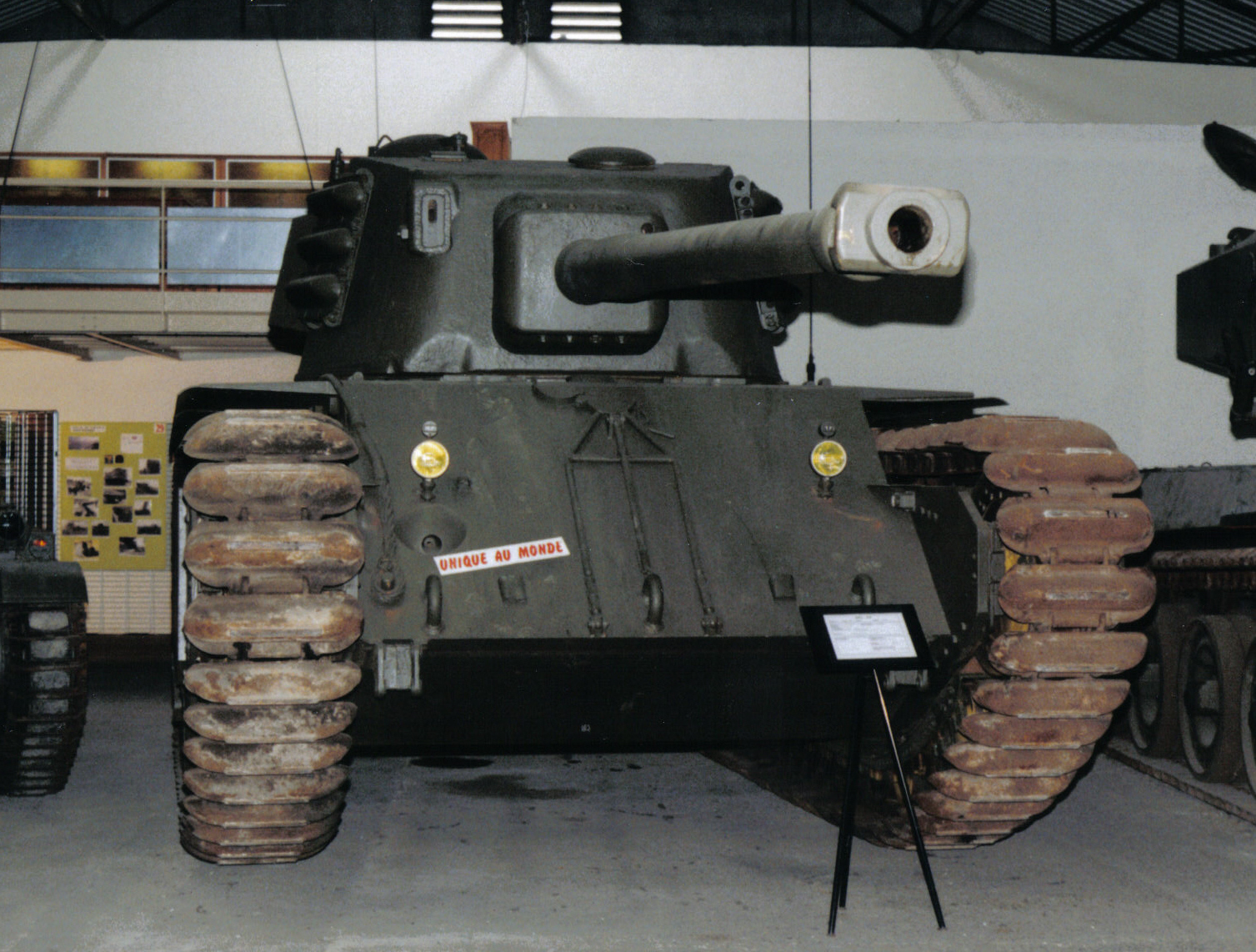
Un des cinq ARL 44 restants, ici au musée des Blindés de Saumur.

Le canon SA 45 de 90 mm Schneider tire un obus perforant de 10,7 kg à grande vitesse initiale (1 000 m/s), capable de percer une épaisseur de 200 mm d'acier à 1 000 m, néanmoins la longueur du canon dépasse fortement de la caisse, même si la tourelle se trouve pratiquement au milieu du char. Pour rendre son transport plus aisé, la tourelle a donc été prévue pour recevoir la masse reculante du canon (1,75 m environ). Le pointage latéral est réalisé par un servomoteur à friction, relié à la boite de pointage latéral par une boite à deux vitesses, une amenée de mouvement est assurée par une motorisation auxiliaire composée d'un moteur de Simca 8 de 20 ch.

## Exemplaires survivants
Sur les 60 ARL 44 fabriqués, seuls cinq rescapés sont parvenus jusqu'à nous. Ils sont localisés :
- au musée des Blindés de Saumur (Maine-et-Loire) (France)
- au 503e régiment de chars de combat de Mourmelon-le-Grand (Marne) (France)
- dans la zone technique du 2e régiment de dragons à Fontevraud-l'Abbaye (Maine-et-Loire) (France)
- deux d'entre eux sont au musée MM Park à La Wantzenau (Bas-Rhin) (France)

Les derniers ARL-44 subsistants.
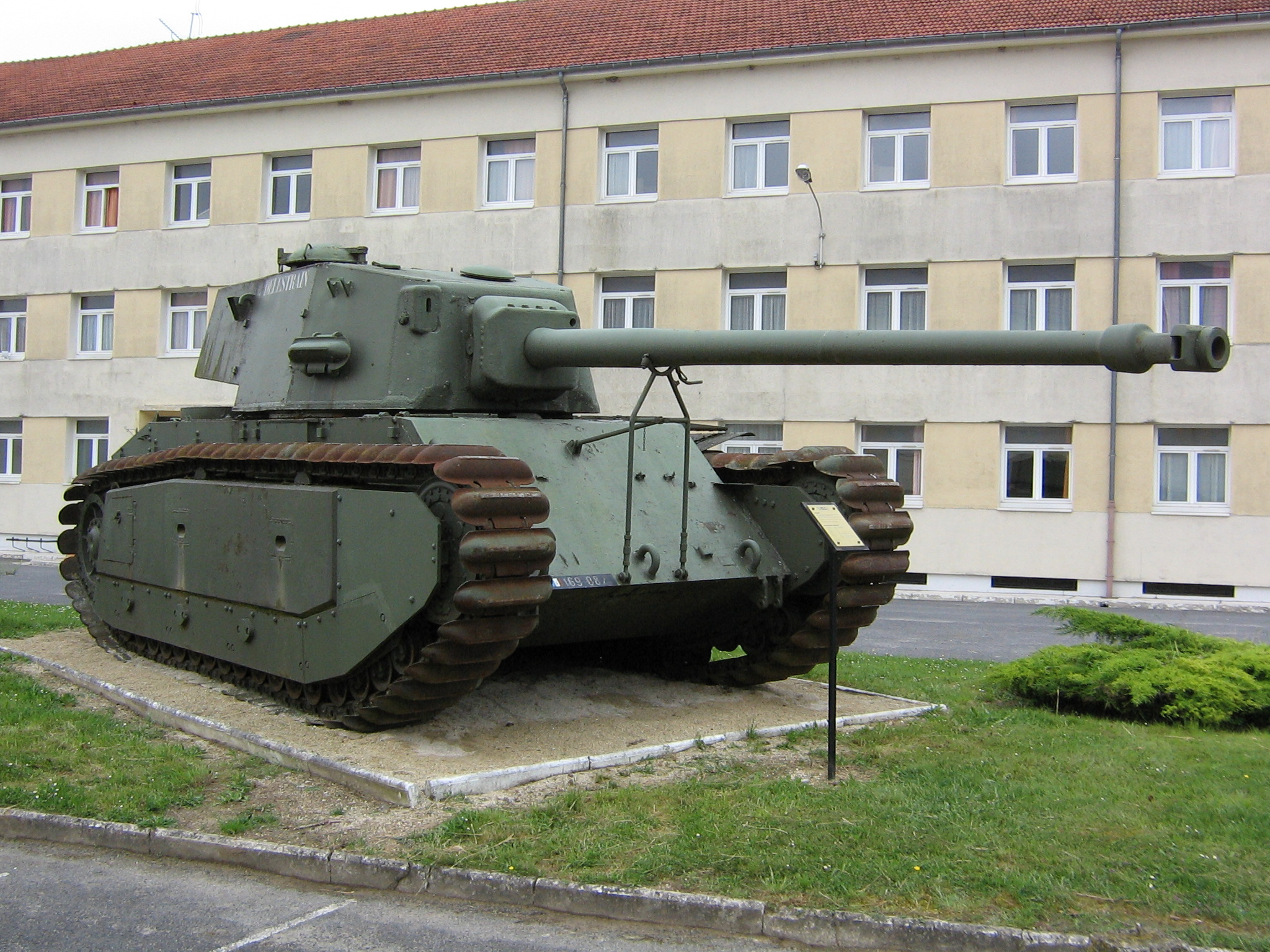
501e RCC de Mourmelon-le-Grand.
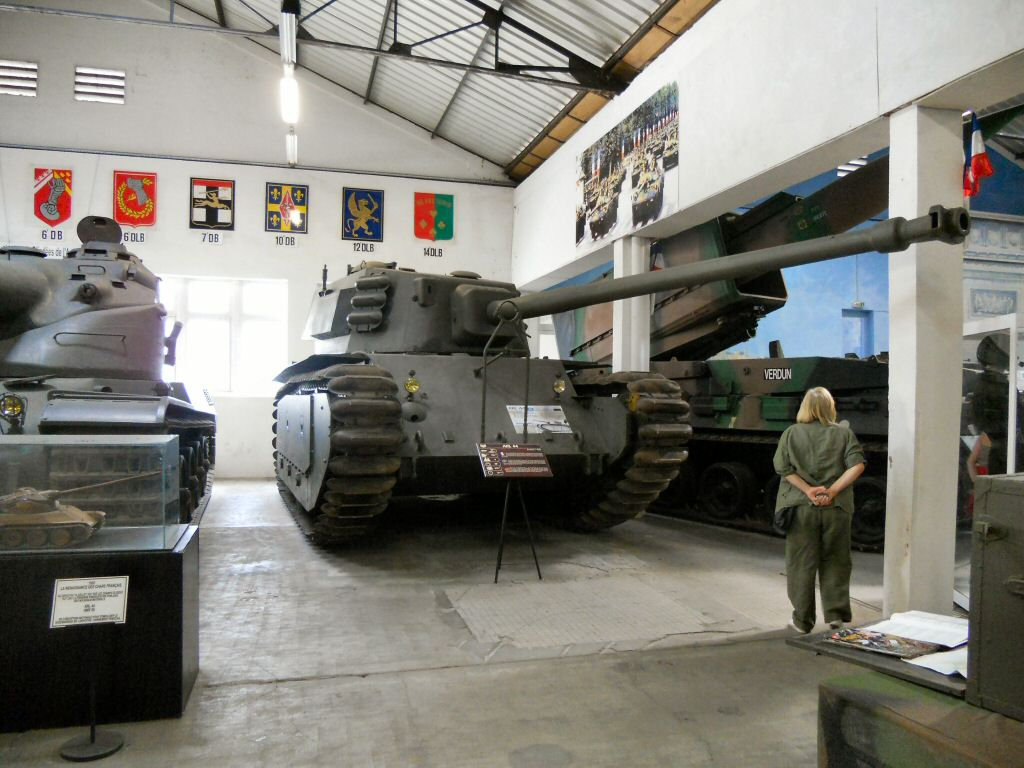
Musée des Blindés de Saumur.

Il est à noter que parmi les deux chars appartenant au musée MM Park de La Wantzenau, l'épave la plus endommagée sans le canon est un prototype unique, on le reconnait à ses trois crochets à l'avant du glacis, qui sont différents de la version de série.

## Dans la culture populaire
- L'ARL 44 apparaît dans l'anime Girls und Panzer en tant que char du lycée BC Freedom.
- L'ARL 44 apparaît dans le jeu vidéo World of Tanks en tant que char lourd français de niveau VI[15].
- L'ARL 44 apparaît dans le jeu vidéo War Thunder en tant que char lourd français de rang III et de « battle rating (Br.) » de 5.3[16] ainsi que pour le modèle "ARL-44 (ACL-1)" de Br. 3.7, rang III[17].